# Red de ciudades europeas más antiguas
La Red de ciudades europeas más antiguas (del inglés: Most Ancient European Towns Network) es un grupo de trabajo de las ciudades más antiguas de Europa. Fue fundada en 1994, a partir de una idea procedente de la ciudad griega de  Argos, y fue presentada a la Unión Europea. El objetivo del grupo iba a ser una manera de discutir temas acerca de las localidades, como la investigación arqueológica, el turismo y la incorporación de los monumentos en la planificación urbana.

## Miembros
Los miembros incluyen a las siguientes ciudades:
- Argos (Grecia)[1]
- Béziers (Francia)[1]
- Huelva (España)[1]
- Colchester (Inglaterra)[1]
- Cork (Irlanda)[1]
- Évora (Portugal)[1]
- Maastricht (Países Bajos)[1]
- Roskilde (Dinamarca)[1]
- Tongeren (Bélgica)[1]
- Worms (Alemania)[1][2]

La primera reunión se celebró del 22 al 26 de junio de 1994. La presidencia del grupo rota entre los miembros.